# Schienenseilbahn Paranapiacaba
| Schienenseilbahn Paranapiacaba | Schienenseilbahn Paranapiacaba |
| ------------------------------ | ------------------------------ |
| Bahnhof Paranapiacaba          |                                |
| Spurweite:                     | 1600 mm (Irische Spur)         |
|                                |                                |

Die Schienenseilbahn Paranapiacaba, die Serra Incline, war eine Schienenseilbahn zwischen Raiz da Serra und Paranapiacaba und ein Abschnitt der Bahnstrecke Santos–Jundiaí von Santos nach São Paulo in Brasilien.

## Serra Velha Incline

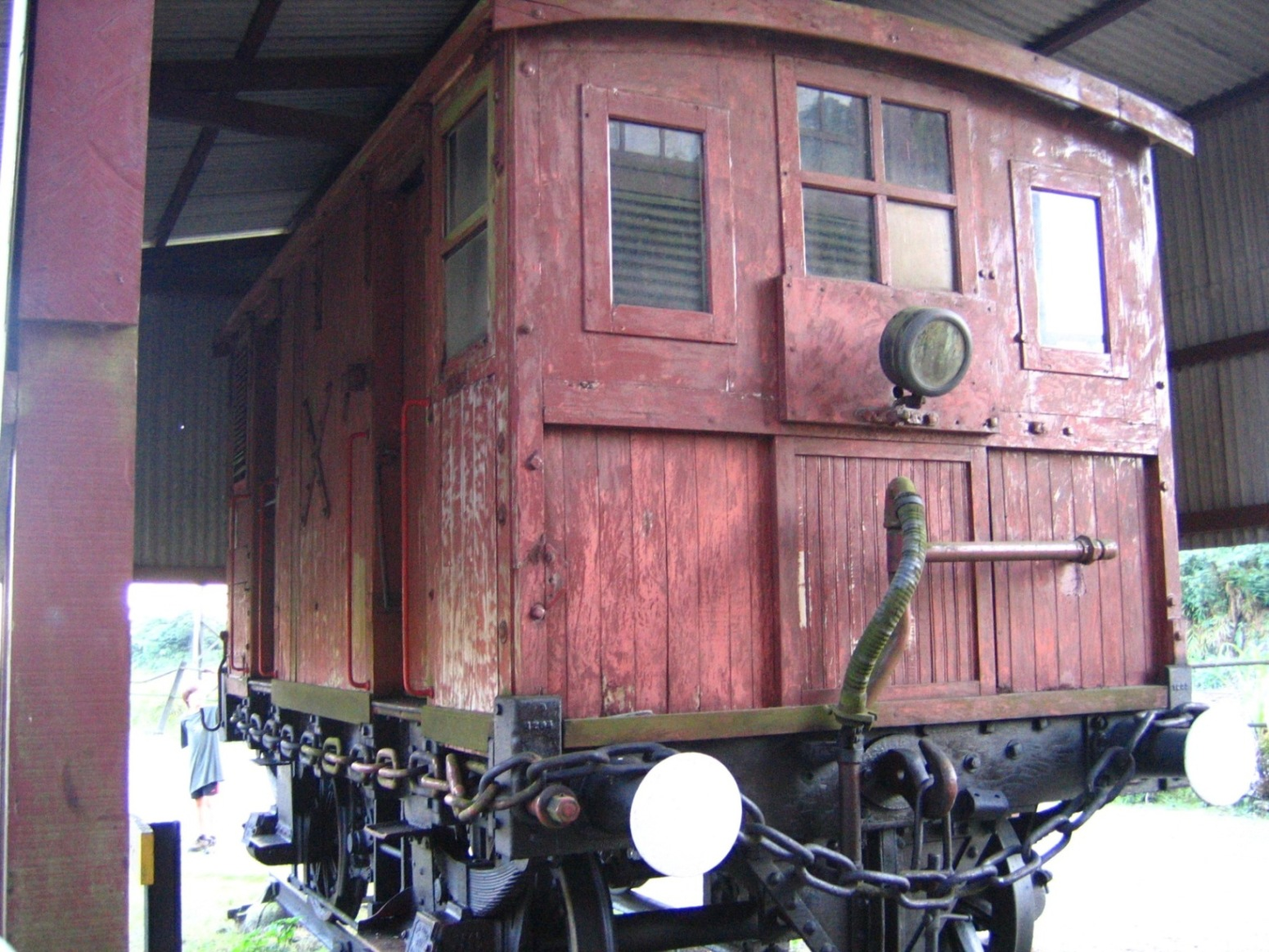
Serrabreque – Bremswagen

Als Teil der Bahnstrecke Santos–Jundiaí wurde die Schienenseilbahn Paranapiacaba in der in Brasilien üblichen Spurweite von 1600 Millimeter erbaut. Sie ging 1866 in Betrieb. Die maximale Steigung betrug 10,3 Prozent. Sie überwand eine Höhendifferenz von 773 Metern und besaß eine Länge von 8 km. Die Züge wurden über vier Seilebenen befördert, die je durch eine ortsfeste Dampfmaschine von 110 kW (150 PS) angetrieben wurden. Zwischen den vier Seilabschnitten gab es Bahnhöfe mit horizontaler Gleislage, die es ermöglichten, den Zug an das Seil der folgenden Rampe anzuhängen. Zur Verbindung mit dem Seil und zur Sicherung des Wagenzuges dienten bergseitig mit dem Seil verbundene Bremswagen (Serrabreque).
Die Strecke war zweigleisig. Der Betrieb erfolgte nach dem System einer Standseilbahn: Ein bergwärts fahrender Zug und ein talwärts fahrender Zug wurden gleichzeitig am gleichen Seil befördert und glichen das Gewicht so teilweise aus. Die Differenz zwischen den beiden Zuggewichten durfte 36 Tonnen nicht überschreiten.

## Serra Nova Incline

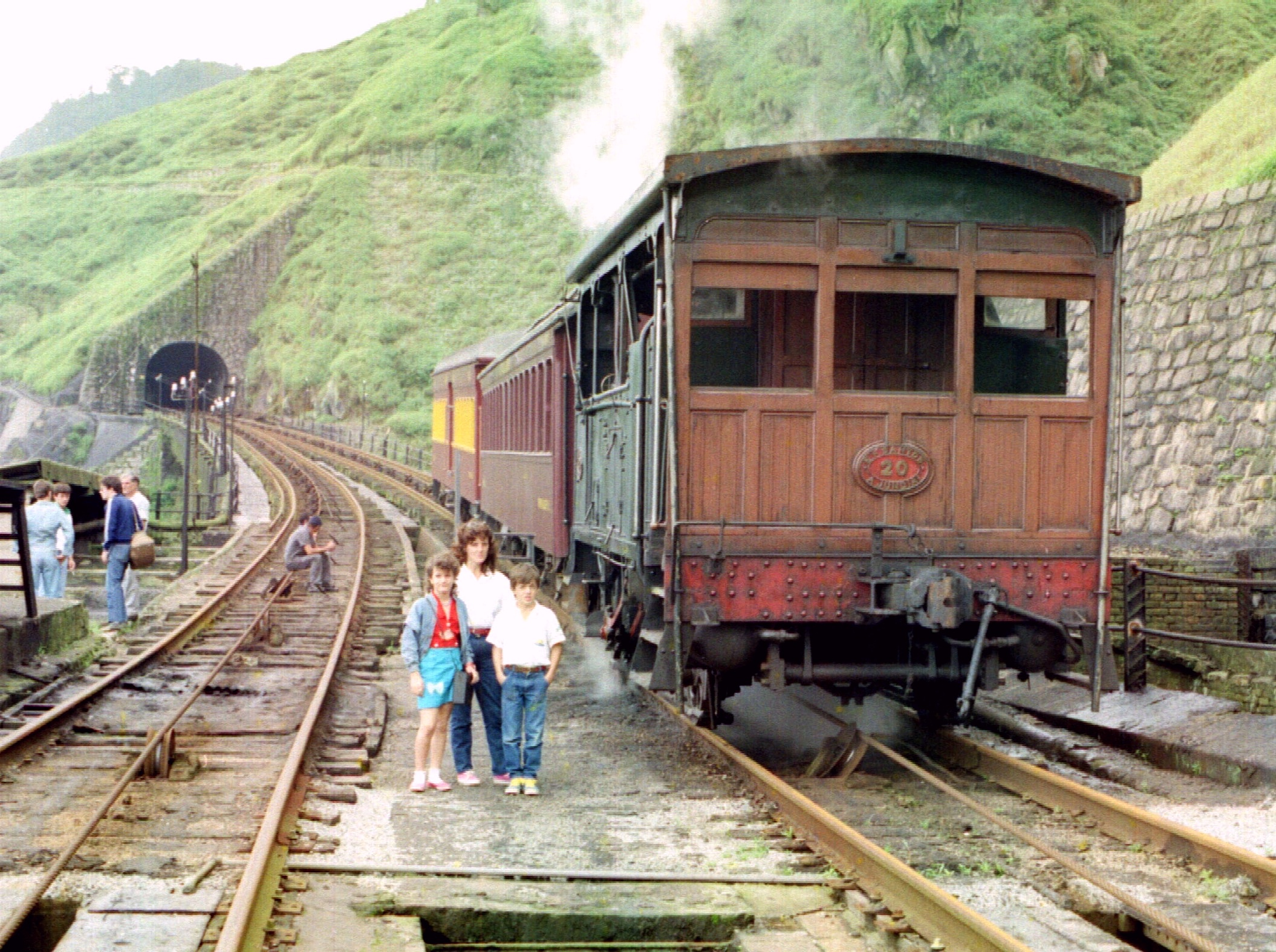
Locobreque mit Personenwagen in der Ausweiche eines Seilabschnitts

Zur Steigerung der Transportkapazität entstand 1895–1901 parallel zur alten Trasse die Serra Nova Incline in derselben Technik. Sie besaß eine Länge von 10,98 km und fünf Seilabschnitte, die jeweils durch eine Dampfmaschine von 221 kW (300 PS) angetrieben wurden. So konnte die maximale Steigung auf 8 Prozent reduziert, das Fördergewicht auf 155 Tonnen und die Differenz zwischen bergwärts- und talwärts fahrendem Zug auf 60 Tonnen erhöht werden.
Der Betrieb erfolgte nun mit Bremslokomotiven, Locobreques, die am talseitigen Ende der Züge eingereiht wurden, sich auf den Rampen am Zugseil festklammerten und den Zug auf den horizontalen Abschnitten aus eigener Kraft zum nächsten Seil bewegten. Der Personenverkehr erfolgte zum Ende des Betriebs mit Dieseltriebwagen.
Die Serra Nova Incline war bis 1982 in Betrieb.

## Zahnradbahn
Die Serra Nova Incline blieb weiter ein betrieblicher Engpass auf der Bahnstrecke Santos–Jundiaí. Zwischen 1913 und 1922 gab es deshalb erste Überlegungen, den Abschnitt auf Zahnradbetrieb umzustellen. Diese scheiterten aber an der Weltwirtschaftskrise. Erst in den 1960er Jahren wurden die Überlegungen wieder aufgegriffen. Dazu wurde die Trasse der Serra Velha Incline genutzt, von der allerdings an einigen Stellen abgewichen wurde, um einen minimalen Kurvenradius von 300 Metern nicht zu unterschreiten. Die Zahnradbahn wurde ab 1968 gebaut und 1974 endgültig in Betrieb genommen. Die Serra Nova Incline wurde als Ausweichmöglichkeit aber bis 1982 betriebsfähig erhalten, da die Zahnradbahn anfangs erhebliche technische Probleme aufwarf.

## Museum

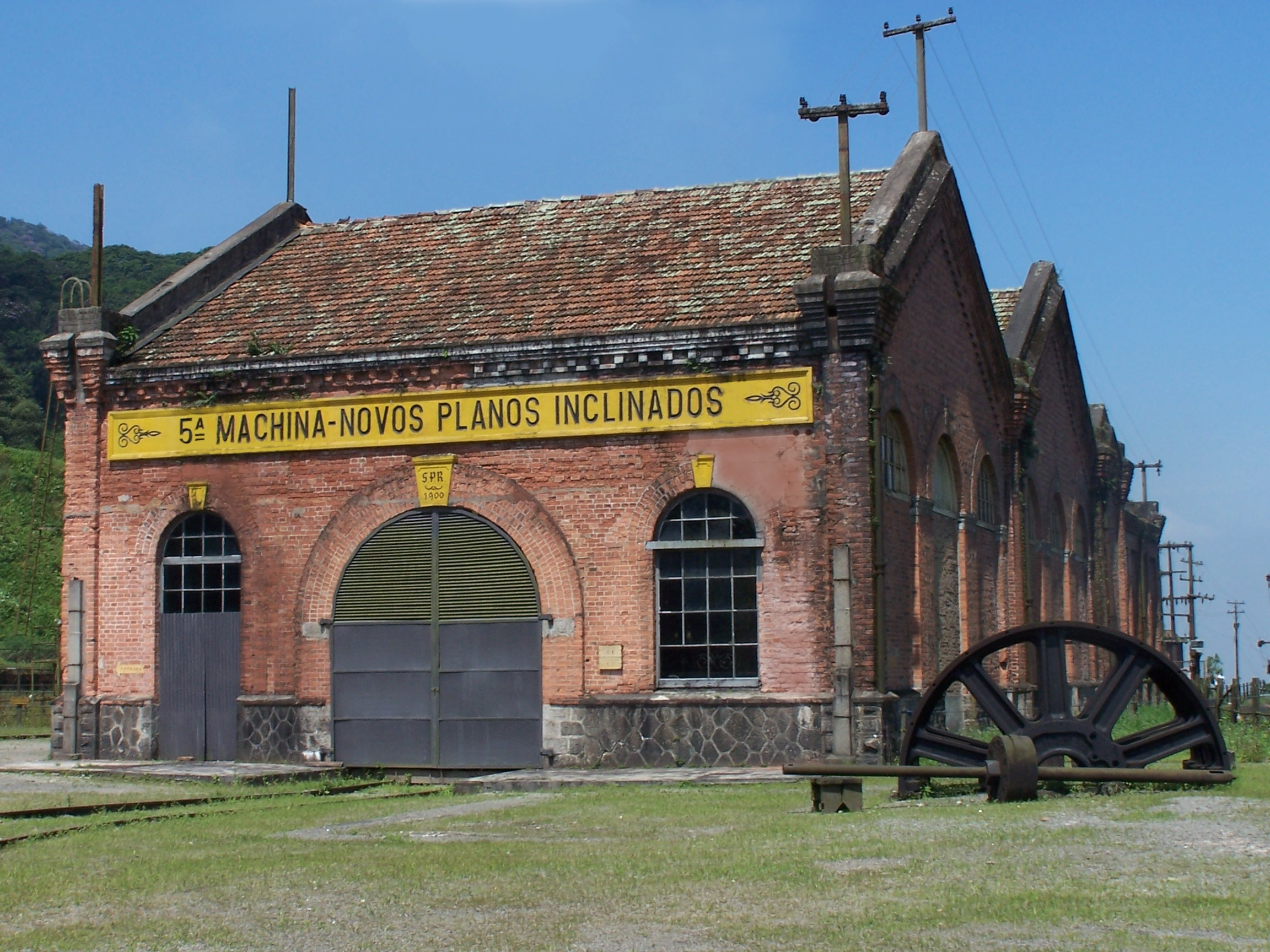
Museum in Paranapiacaba

Im ehemaligen Bahndepot in Paranapiacaba befindet sich heute ein Eisenbahnmuseum und auch die oberste Rampe der Serra Nova Incline wird – wenn auch nicht betriebsfähig – museal erhalten.